# Саутвест-Гарбор (Мен)
Саутвест-Гарбор (англ. Southwest Harbor) — місто (англ. town) в США, в окрузі Генкок штату Мен. Населення — 1756 осіб (2020).

## Демографія
Згідно з переписом 2010 року, у місті мешкали 1764 особи в 835 домогосподарствах у складі 483 родин. Було 1484 помешкання
Расовий склад населення:
| - 97,3 % — білих - 0,5 % — корінних американців - 0,3 % — азіатів - 0,2 % — чорних або афроамериканців |

До двох чи більше рас належало 1,4 %. Частка іспаномовних становила 1,0 % від усіх жителів.
За віковим діапазоном населення розподілялося таким чином: 19,4 % — особи молодші 18 років, 58,5 % — особи у віці 18—64 років, 22,1 % — особи у віці 65 років та старші. Медіана віку мешканця становила 47,2 року. На 100 осіб жіночої статі у місті припадало 88,7 чоловіків;  на 100 жінок у віці від 18 років та старших — 90,7 чоловіків також старших 18 років.
Середній дохід на одне домашнє господарство  становив 67 937 доларів США (медіана — 57 188), а середній дохід на одну сім'ю — 82 711 долар (медіана — 67 411). Медіана доходів становила 48 125 доларів для чоловіків та 37 818 доларів для жінок. За межею бідності перебувало 6,9 % осіб, у тому числі 5,0 % дітей у віці до 18 років та 9,6 % осіб у віці 65 років та старших.
Цивільне працевлаштоване населення становило 877 осіб. Основні галузі зайнятості: науковці, спеціалісти, менеджери — 19,5 %, освіта, охорона здоров'я та соціальна допомога — 18,0 %, виробництво — 11,3 %, будівництво — 10,5 %.